# Římskokatolická farnost Ptení
Římskokatolická farnost Ptení je územní společenství římských katolíků s farním kostelem sv. Martina v děkanátu Konice.

## Území farnosti a sakrální stavby
Farnost Ptení byla založena v roce 1677 jako administratura, od roku 1843 je farností. Náleží do ní následující obce s těmito sakrálními stavbami:
- Ptení
  - Farní kostel sv. Martina
- Zdětín
  - kaple sv. Anny

| Kostel             | Místo  | Bohoslužba (den)   | Hodina      | Poznámka     |
| ------------------ | ------ | ------------------ | ----------- | ------------ |
| kostel sv. Martina | Ptení  | neděle úterý pátek | 10.30 18.00 | farní kostel |
| kaple sv. Anny     | Zdětín | sobota             | 18.00       | obecní kaple |